# Heroes of Might and Magic II: The Price of Loyalty
Heroes of Might and Magic II: The Price of Loyalty – dodatek do Heroes of Might and Magic II: The Succession Wars wprowadzający szereg nowych elementów urozmaicających rozgrywkę. Nie był tworzony przez twórców podstawowej gry, New World Computing, ale przez programistów z Cyberlore Studios. Dodatek dołączono do edycji Heroes of Might & Magic II GOLD.

## Nowości wprowadzone przez dodatek

### Fabuła
Tytułowa „Cena lojalności” („The Price of Loyalty”) to tytuł jednej z czterech nowych kampanii dostępnych do rozegrania po zainstalowaniu dodatku (wszystkie są dostępne już na początku i nie jest konieczne przechodzenie jednej w celu odblokowania drugiej). Wątki fabularne czterech kampanii nie są ze sobą w żaden sposób splecione (z wyjątkiem występowania w kampanii „Wyspa czarodziei” postaci Wuja Ivana, którego poszukiwania zostały przedstawione w jednej z misji kampanii „Potomkowie”), nie ma w nich też odniesień do poprzednich części, podobnie jak kontynuacje Herose of Might and Magic II nie nawiązywały w ogóle do wątków opisanych tutaj. Kampanie zostały podzielone przez autorów instrukcji do gry na „długie” (zawierające 8 misji „Cena lojalności” i „Potomkowie”) oraz „krótkie” (składające się z 4 misji „Podróż do domu” i „Wyspa czarodziei”). Podobnie jak w Heroes of Might and Magic II: The Succesion Wars rozgrywka nie jest liniowa, gdyż niektóre misje są albo nieobowiązkowe, albo konieczne staje się dokonanie wyboru, którą misję należy przejść. Do wszystkich misji zostały przygotowane nowe przerywniki filmowe.
W „Cenie lojalności” gracz wciela się w lorda-zausznika władcy niewymienionego z nazwy imperium; jego zadaniem jest stłumienie buntu lorda Kruegera, który w późniejszym czasie okazuje się być kontrolowany za pomocą magii umysłu przez potężną organizację nekromantów z Ibn Fadlanem na czele. „Potomkowie” to historia dynastii, której panowanie gracz umacnia przez całą rozgrywkę, od założenia państwa przez wodza plemiennego Jarkonasa do ostatecznej rozprawy z rywalizującym przez wiele lat o wpływy królestwem Harondale. „Podróż do domu” to przygody rycerza Gallavanta, które rozpoczynają się wypadkiem na morzu i utratą statku, a kończą się na ważnym wyborze moralnym polegającym na wyborze między dochowaniu wierności swemu zwierzchnikowi – Alberonowi – i wsparciu siostry Drakonii w buncie przeciwko niemu. W „Wyspie czarodziei” gracz toczy walkę o źródło magii między frakcjami ambitnych czarodziejów.

### Bohaterowie
Dodatek wprowadza 11 nowych portretów dla bohaterów, jednak pojawiają się one tylko w kampaniach i pojedynczych scenariuszach. Gracz może dalej korzystać standardowo tylko z 42 bohaterów z The Succesion War, ale może wprowadzić nowych bohaterów za pomocą edytora map.

### Miasta
W mieście należącym do frakcji nekromantów jest udostępniony do budowy nowy budynek o nazwie „Kapliczka zła”, dodający premię do umiejętności Nekromancja.

### Artefakty
Po zainstalowaniu dodatku stają się dostępne nowe artefakty, takie jak zwoje z zaklęciami, których posiadanie umożliwia bohaterowi korzystanie z określonego czaru. Oprócz zwojów dodano 12 artefaktów – 3 z nich odgrywają ważną rolę w kampanii „Cena lojalności”, a posiadanie jednocześnie trzech w ekwipunku bohatera daje specjalne możliwości.

### Obiekty na mapie przygody
Na mapie przygody mogą pojawiać się nowe obiekty: bariery i namioty z hasłem – wszystkie dostępne w kilku kolorach. Bariery stanowią przeszkodę, której usunięcie jest możliwe dopiero po wpisaniu specjalnego wyrazu. Poznanie owego hasła gwarantuje wizyta w namiocie tego samego koloru, co bariera. Dodano także chatkę czarownicy i opcję oka czarownicy: po wizycie w chatce zostają wykryte na mapie te tereny, gdzie znajdują się oka. Oprócz tego wprowadzono również wieżę alchemika (miejsce zniszczenia artefaktów przynoszących straty), arena (jednorazowa premia do umiejętności bohatera), kurhany i ołtarze żywiołaków (generatory jednostek z The Succesion War), więzienie (pozyskanie darmowego bohatera), stajnie (premia do liczby punktów ruchu), natomiast na obszary morskie dodano syrenkę dającą premię do współczynnika morale.

## Polski dubbing
- Reżyseria: Miriam Aleksandrowicz
- Brygida Turowska – narrator „Ceny lojalności”
- Piotr Warszawski – sir Gallavant (narrator „Podróży do domu”)
- Tomasz Marzecki – narrator „Wyspy Czarodziei”
- Zbigniew Hołdys – Jarkonas VII (narrator „Potomków”)